# Adán Martín Menis
Adán Pablo Martín Menis (ur. 19 października 1943 w Santa Cruz de Tenerife, zm. 10 października 2010 w Barcelonie) – hiszpański polityk, inżynier i samorządowiec, działacz Koalicji Kanaryjskiej, od 2003 do 2007 prezydent Wysp Kanaryjskich.

## Życiorys
Absolwent inżynierii przemysłowej, studia ukończył w Barcelonie. Kształcił się również w zakresie zarządzania. Pracował m.in. w koncernie Chrysler w Anglii. Zajmował stanowiska menedżerskie, działał w kanaryjskich organizacjach gospodarczych. W latach 1979–1987 sprawował urząd alkada miasta Santa Cruz de Tenerife. Od 1981 był członkiem władz Wysp Kanaryjskich, w latach 187–1999 pełnił funkcję przewodniczącego cabildo insular na Teneryfie, kolegialnego organu zarządzającego tą wyspą.  Działał w Koalicji Kanaryjskiej, w latach 1993–1996 sprawował mandat posła do Kongresu Deputowanych V kadencji. W latach 1999–2003 pełnił funkcję wiceprzewodniczącego kanaryjskiego rządu, odpowiadając w nim za gospodarkę, finanse i handel. W latach 2003–2007 był prezydentem Wysp Kanaryjskich. Zasiadał w tym czasie również w regionalnym parlamencie. Zmarł w 2010 na chorobę nowotworową, z którą zmagał się przez dwanaście lat.